# Phoneutria
Phoneutria is een geslacht van spinnen uit de familie kamspinnen (Ctenidae). Er zijn negen soorten, die allemaal erg agressief zijn en zeer giftig. Alle soorten komen uitsluitend voor in delen van Midden- en Zuid-Amerika. Soms worden exemplaren in Europa aangetroffen, als verstekeling tussen een lading fruit, vandaar de informele naam bananenspin die ze delen met een andere spinnensoort, Heteropoda venatoria.

## Soorten
- Phoneutria bahiensis Simó & Brescovit, 2001 — Atlantische regenwouden van Brazilië.
- Phoneutria boliviensis (F. O. Pickard-Cambridge, 1897) — Midden- en Zuid-Amerika.
- Phoneutria depilata (Strand, 1909)
- Phoneutria eickstedtae Martins & Bertani, 2007 — Brazilië.
- Phoneutria fera Perty, 1833 — Ecuador, Peru, Brazilië, Suriname, Guyana.
- Phoneutria keyserlingi (F. O. Pickard-Cambridge, 1897) — Atlantische regenwouden van Brazilië.
- Phoneutria nigriventer (Keyserling, 1891) — Brazilië, noordelijk Argentinië; geïntroduceerd in Uruguay.
- Phoneutria pertyi (F. O. Pickard-Cambridge, 1897) — Atlantische regenwouden van Brazilië.
- Phoneutria reidyi (F. O. Pickard-Cambridge, 1897) — Venezuela, Peru, Brazilië, Guyana, Costa Rica.